# 店村駅
店村駅（チョムチョンえき）は、大韓民国慶尚北道聞慶市店村洞にある韓国鉄道公社の駅である。

## 利用可能な路線
- 韓国鉄道公社
  - 慶北線
  - 聞慶線（起点、休止中）

## 駅構造
- 島式ホーム1面2線の地上駅。現在の駅舎は1969年に建てられた。

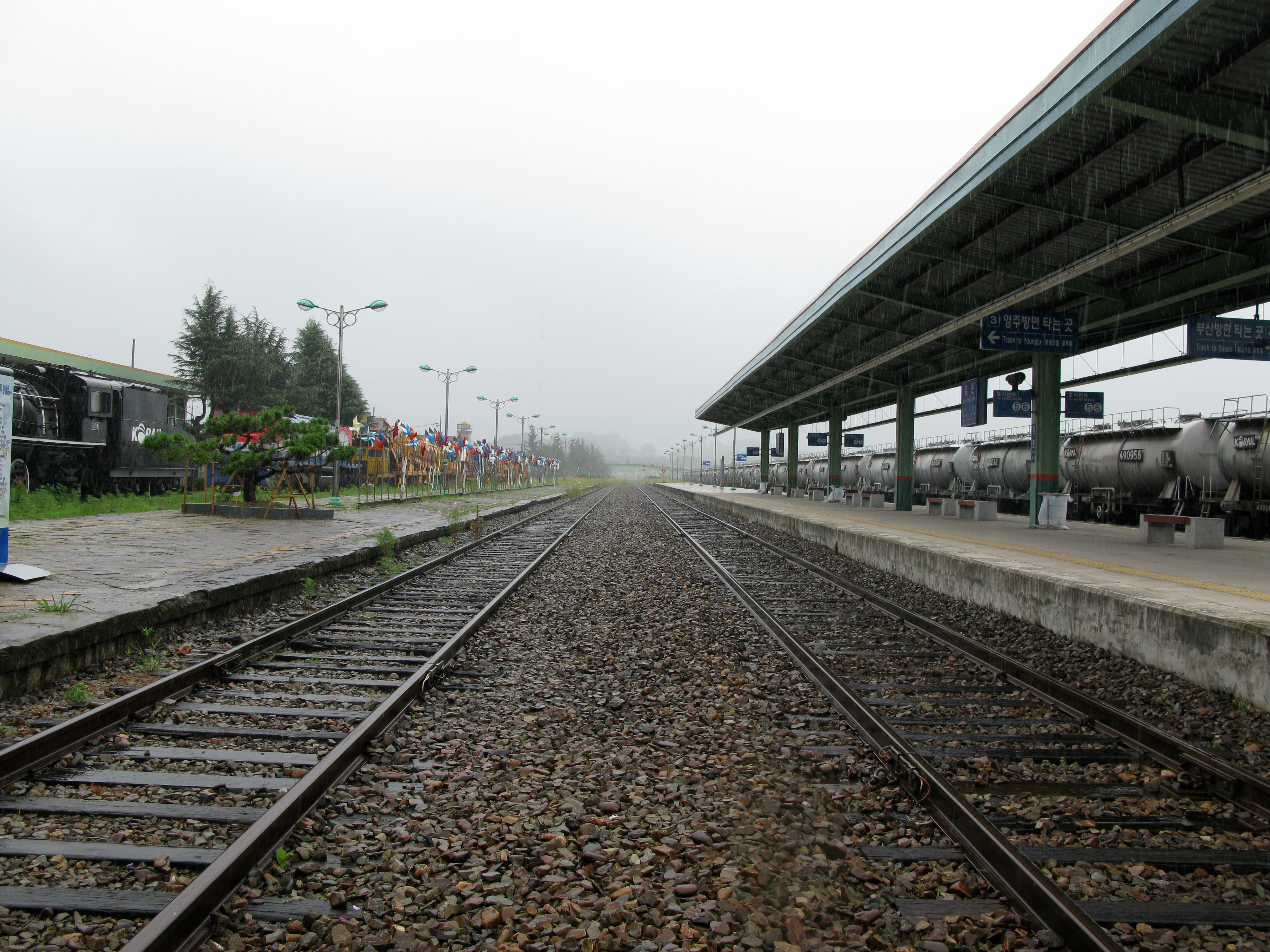
プラットホーム
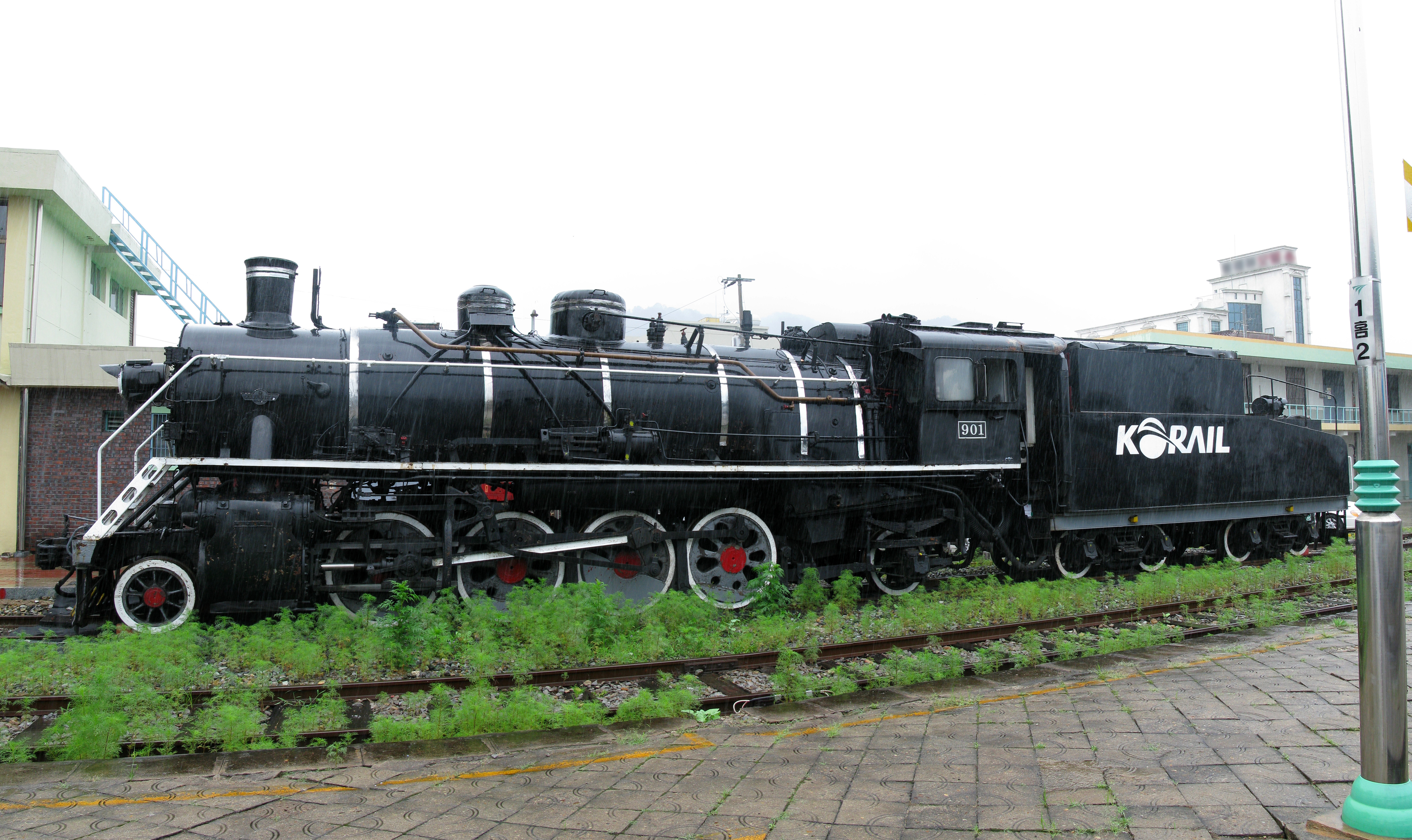
2009年から構内で保管されていた901形蒸気機関車（2012年に豊基駅へ移転）

## 駅周辺
- 店村駅前治安センター
- 聞慶郵便局
- CU店村駅店

## 歴史
- 1924年12月25日 - 開業。

## 隣の駅
韓国鉄道公社
慶北線
咸昌駅 - 店村駅 - 龍宮駅
聞慶線
店村駅 - 舟坪駅